# Tamás Kancsal
Tamás Kancsal (* 17. November 1951 in Budapest) ist ein ehemaliger ungarischer Pentathlet.

## Karriere
Kancsal nahm an den Olympischen Spielen im Jahr 1976 in Montreal teil. In der Einzelkonkurrenz erreichte er zum Abschluss den neunten Rang. Im Mannschaftswettbewerb sicherte er sich gemeinsam mit Tibor Maracskó und Szvetiszláv Sasics die Bronzemedaille.
Bei Weltmeisterschaften war er ebenfalls mit der Mannschaft erfolgreich. 1974 und 1979 wurde er mit ihr Vizeweltmeister, 1975 gewann er mit ihr den Titel. Die Mannschaft bestand 1975 aus denselben Sportlern, die im Jahr darauf gemeinsam Olympiabronze gewannen. Im Einzel wurde er zudem hinter Pawel Lednjow Vizeweltmeister.